# Frontignan
Frontignan település Franciaországban, Hérault megyében. Lakosainak száma 23 788 fő (2022. január 1.). Frontignan Sète, Vic-la-Gardiole, Balaruc-les-Bains, Balaruc-le-Vieux, Gigean és Villeneuve-lès-Maguelone községekkel határos.

## Népesség
A település népességének változása:
| Lakosok száma | 11 141 | 14 951 | 16 245 | 22 410 | 22 719 | 22 730 | 22 762 | 23 028 | 23 485 | 23 788 |
|               | 1968   | 1982   | 1990   | 2006   | 2011   | 2016   | 2017   | 2019   | 2020   | 2022   |